# Soulaires
Soulaires település Franciaországban, Eure-et-Loir megyében. Lakosainak száma 474 fő (2022. január 1.). Soulaires Bailleau-Armenonville, Coltainville, Jouy és Saint-Piat községekkel határos.

## Népesség
A település népessége az elmúlt években az alábbi módon változott:
| Lakosok száma | 269  | 289  | 433  | 427  | 438  | 440  | 454  | 467  | 474  | 474  |
|               | 1968 | 1982 | 1990 | 2006 | 2013 | 2015 | 2017 | 2019 | 2020 | 2022 |